# 1. Lig 1988-89
La 1. Lig 1988-89 fue la 31.ª temporada del fútbol profesional en Turquía. Samsunspor estuvo involucrado en un trágico accidente de autobús durante la temporada. El entrenador y muchos de los jugadores del equipo fallecieron, por esta razón, el equipo no pudo jugar sus últimos 18 partidos. Todos estos partidos se le dieron como ganado 3-0 por default a los rivales del Samsunspor. Sin embargo, Samsunspor no fue relegado al final de la temporada.

## Tabla de posiciones
|     | Equipo            | PJ | PG | PE | PP | GF  | GC | DG  | Pts | Notas                               |
| --- | ----------------- | -- | -- | -- | -- | --- | -- | --- | --- | ----------------------------------- |
| 1.  | Fenerbahçe        | 36 | 29 | 6  | 1  | 103 | 27 | +76 | 93  | Copa de Campeones de Europa 1989-90 |
| 2.  | Beşiktaş          | 36 | 25 | 8  | 3  | 81  | 21 | +60 | 83  | Recopa de Europa 1989-90            |
| 3.  | Galatasaray       | 36 | 20 | 9  | 7  | 76  | 31 | +45 | 69  | Copa de la UEFA 1989-90             |
| 4.  | Sarıyer           | 36 | 21 | 5  | 10 | 70  | 43 | +27 | 68  |                                     |
| 5.  | Trabzonspor       | 36 | 19 | 7  | 10 | 59  | 38 | +21 | 64  |                                     |
| 6.  | MKE Ankaragücü    | 36 | 17 | 9  | 10 | 53  | 41 | +12 | 60  |                                     |
| 7.  | Boluspor          | 36 | 15 | 7  | 14 | 48  | 43 | +5  | 52  |                                     |
| 8.  | Konyaspor         | 36 | 14 | 4  | 18 | 43  | 59 | -16 | 46  |                                     |
| 9.  | Bursaspor         | 36 | 12 | 8  | 16 | 42  | 53 | -11 | 44  |                                     |
| 10. | Sakaryaspor       | 36 | 12 | 8  | 16 | 43  | 57 | -14 | 44  |                                     |
| 11. | Karşıyaka         | 36 | 11 | 10 | 15 | 50  | 54 | -4  | 43  |                                     |
| 12. | Malatyaspor       | 36 | 11 | 10 | 15 | 59  | 68 | -9  | 43  |                                     |
| 13. | Adanaspor         | 36 | 11 | 9  | 16 | 53  | 56 | -3  | 42  |                                     |
| 14. | Adana Demirspor   | 36 | 12 | 6  | 18 | 51  | 73 | -22 | 42  |                                     |
| 15. | Altay             | 38 | 11 | 8  | 17 | 46  | 58 | -12 | 41  |                                     |
| 16. | Eskişehirspor     | 36 | 11 | 8  | 17 | 38  | 57 | -19 | 41  | Descendido a la 2. Lig              |
| 17. | Rizespor          | 36 | 9  | 8  | 19 | 36  | 65 | -29 | 35  | Descendido a la 2. Lig              |
| 18. | Kahramanmaraşspor | 36 | 4  | 11 | 21 | 22  | 71 | -49 | 23  | Descendido a la 2. Lig              |
| 19. | Samsunspor        | 18 | 4  | 7  | 7  | 12  | 16 | -4  | 19  |                                     |

|                                    |
| Campeón Fenerbahçe SK 12.do título |